# Alain Koffi
Alain Koffi (Abidjan, Costa d'Ivori 23 de novembre de 1983) és un jugador de bàsquet de Costa d'Ivori nacionalitzat francès, que juga com a pívot.
Va formar-se amb el Le Mans, on va jugar durant set temporades i va guanyar la Lliga francesa el 2006 i la Copa de França el 2004. La temporada 2009-2010 va ser fitxat pel Club Joventut Badalona. Posteriorment va tornar al Le Mans, però el 2014 va ser fitxat pel SPO Rouen, de Normandia, i el 2016 es va incorporar al Pau-Lacq-Orthez amb un contracte de dos anys.
El 2020, després d'un temps sense pertànyer a cap club, va tornar-se a preparar per incorporar-se de nou al Le Mans, fitxat per dos mesos per cobrir una baixa mèdica de Williams Narace. Malgrat que la recuperació va ser més ràpida del que s'esperava, finalment el club i Koffi van signar perquè s'estigués fins a final de temporada. El 2021, tanmateix, es va anunciar que estaria de baixa la resta de la temporada a causa d'una lesió. En el darrer partit de temporada, contra el Nanterre, va anunciar la seva retirada del bàsquet de competició.
Ha estat internacional amb l'equip francès al campionat europeu de bàsquet.